# Geelkintrappist
De geelkintrappist (Nonnula sclateri) is een vogel uit de familie Bucconidae (baardkoekoeken). Deze vogel is genoemd naar de Engelse zoöloog Philip Lutley Sclater.

## Verspreiding en leefgebied
Deze soort komt voor in het westelijk Amazonebekken van zuidoostelijk Peru tot noordelijk Bolivia en westelijk Brazilië bezuiden de Amazonerivier.

## Status
De grootte van de populatie is niet gekwantificeerd maar de soort wordt omschreven als niet algemeen voorkomend. Op de Rode lijst van de IUCN heeft deze soort de status niet bedreigd.